# Alexander Karle

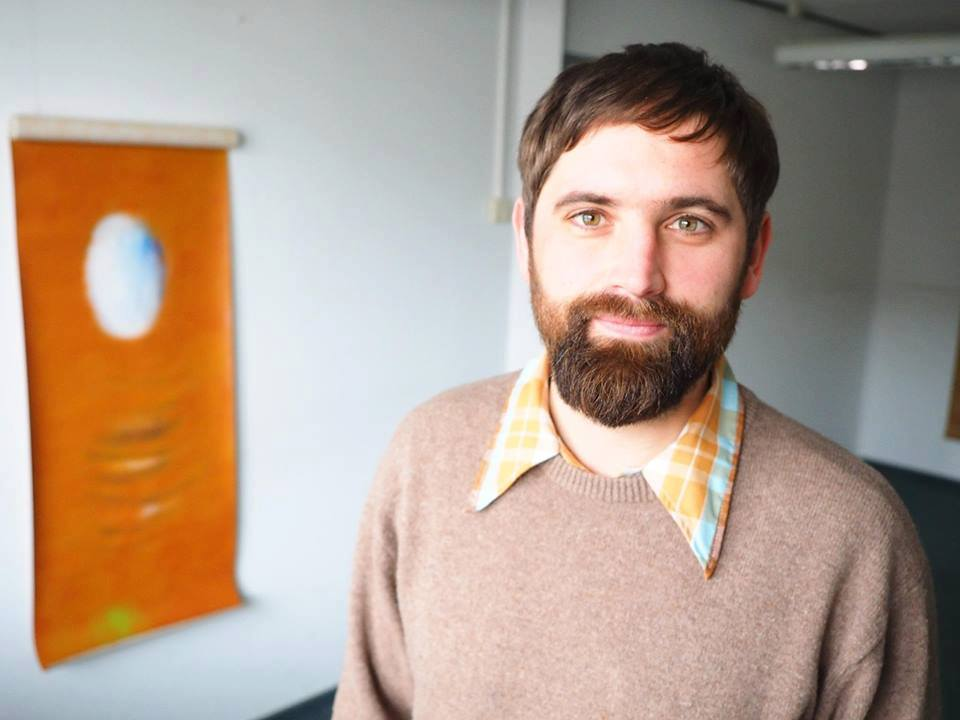
Alexander Karle (2017)

Alexander Karle (* 1978 in Neunkirchen) ist ein deutscher Künstler.

## Leben
Alexander Karle wuchs im Saarland und im angrenzenden Lothringen auf. Nach seinem Studium der Freien Kunst an der Hochschule der Bildenden Künste Saar wurde er Meisterschüler bei Georg Winter. Er wirkt heute als freischaffender Künstler. Neben der Malerei beschäftigt Karle sich mit unterschiedlichen Medien wie Fotografie, Installation, Gestaltung des öffentlichen Raums, Videokunst und Performance.

## Wirken
Karle sieht in der Beschäftigung mit Möglichkeiten der Raumnutzung, der Auswirkung menschlichen Konsumverhaltens und der Wahrnehmung des Menschen seine Kernthemen. Neben Ausstellungen und Projektbeteiligungen organisiert und entwickelt er Formate im alternativen Kunstmarkt sowie der Jugendkultur.
Am 24. November 2010 wurde seine minimalistische Holzskulptur Karli auf dem Platz vor der ehemaligen Bergwerksdirektion (heute: Einkaufszentrum „Europa-Galerie“) in zweifacher Ausführung aufgestellt. Im Jahr 2015 bezog er sein Atelier im leerstehenden Garelly-Haus in Alt-Saarbrücken.
Am 17. Januar 2017 musste sich Karle vor Gericht verantworten, da er Anfang des Jahres 2016 im Rahmen seines Videoprojektes pressure to perform in den abgesperrten Altarbereich der Basilika St. Johann eingedrungen war, auf dem Zelebrationsaltar Liegestützen gemacht und sich anschließend auf die Altarmensa gelegt hatte. Den Film zeigte er anschließend in Endlosschleifen in mehreren Schaufenstern. Er gab an, mit seinem Videoprojekt, das im Internet eingestellt wurde, die Themen Religion und Leistungsdruck im Zusammenhang beleuchten zu wollen. Seine Tat sei im Sinne der Kunstfreiheit als nicht strafbar anzusehen. Die betroffene Pfarrei empfand die Liegestütze im Altarraum als Übergriff. Es gab auch aus der Kunstszene kritische Stimmen. Am 10. Juli 2017 wurde Karle durch das Landgericht Saarbrücken vom Vorwurf der Störung der Religionsausübung freigesprochen, jedoch des Hausfriedensbruches für schuldig befunden.
Nach einer Revision wurde er zu einer Zahlung von 600 Euro für soziale Zwecke verurteilt.
Am 28. Mai 2021 wurde er vom Saarbrücker Amtsgericht zu 900 Euro verurteilt. Der Grund waren Schriftzüge unter der Wilhelm-Heinrich-Brücke, die er aus Protest über das weiß-übermalen der ehemals dort platzierten Graffitifläche angebracht hatte. Ironischerweise ist unter der gleichen Brücke am anderen Saar-Ufer ein Graffiti von ihm angebracht, für das er 2020 einen Preis erhalten hatte.

## Werke (Auswahl)

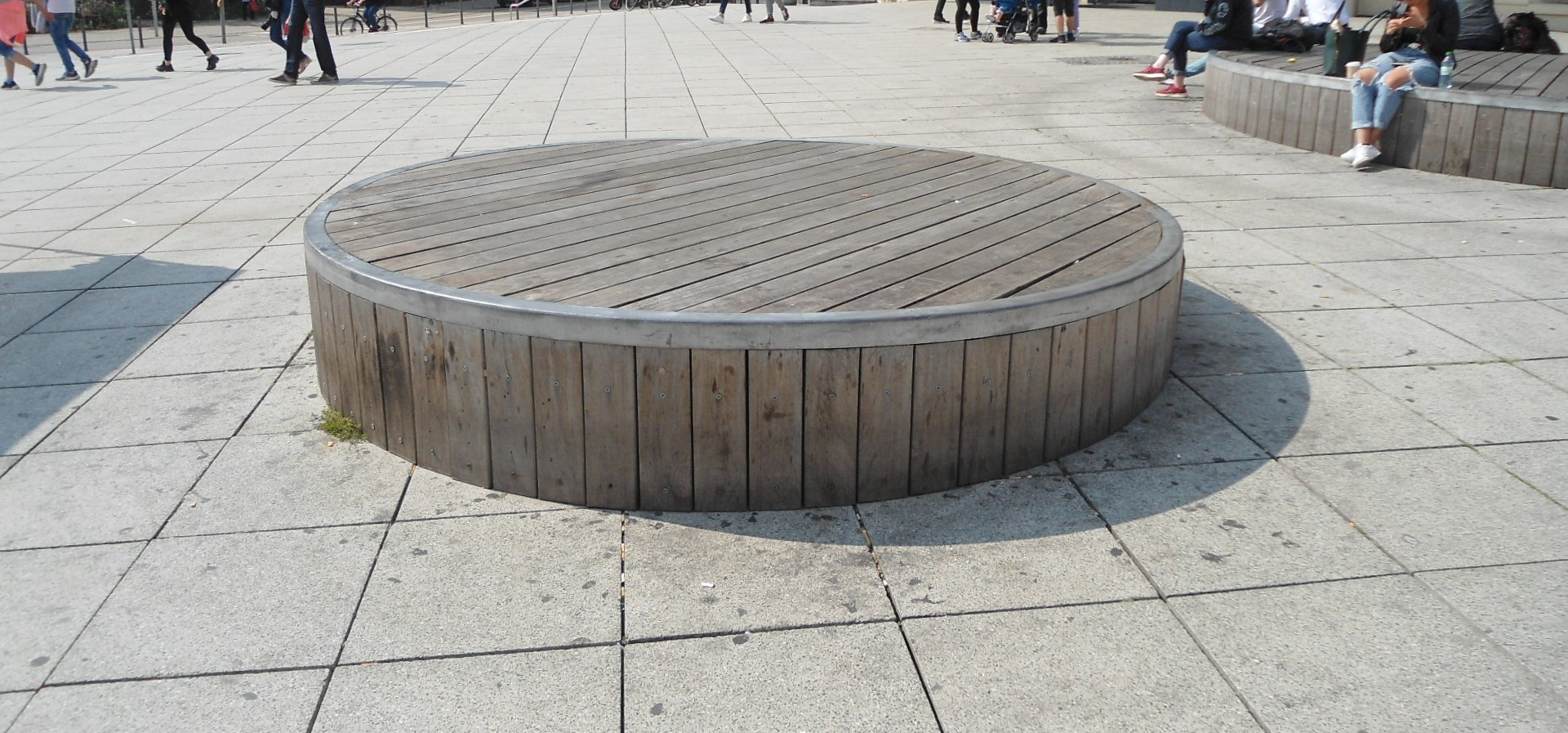
Karli-Holzskulptur

- Der Hering, No-Budget-Film von Tromla 2004, Kamera
- rollust, Skate/Video-Veranstaltungen, seit 2005
- Karli. Minimalistische Holzskulptur in Form eines Podestes. Seit Herbst 2010 in der Saarbrücker Innenstadt
- kunstbär, offener Kunstmarkt, seit 2012
- ingwerkarottensuppe, öffentliches Kochen, 2 Wochen, Landwehrplatz, Saarbrücken 2012
- inweit. Ausstellung vom 11. bis 19. September 2015 in der Galerie Neuheisel Saarbrücken
- pressure to perform. Video 1:30, 2016
- Nilles Wandbemalung der Toiletten der Kneipe "Nilles", Saarbrücken 2016
- Der Saarkohlekanal, Kurz-Dokumentation mit Nicole Burkhardt 3:00 Min, 2016
- Karte für junge Reisende – Saarbrücken, Idee, Inhalt, 2017
- Nauwieser Artwalk 3.0, Wandbild aus Sprühfarbe im Nauwieser Viertel, Saarbrücken 2017
- u a w e, Autorenfilm 29:00 Min, 2017
- the life of rollo, Kurzfilm 5:00 Min, 2018
- Erching, Wandbemalung mit Becolin-Lacke, Westspange Saarbrücken, 2019
- Malstatt maltStadt, Wandbemalung der Unterführung „In der Röth“, Saarbrücken 2019
- Diverse Wandbilder in Taucha, Sachsen, 2020
- Europasäule, Bemalung, Wilhelm-Heinrich-Brücke, Saarbrücken 2020
- I A M U, Kurzfilm 21:00 Min, 2023